# Ernő Rubik

Ernő Rubik

Ernő Rubik (n. 13 iulie 1944, Budapesta) este un arhitect și profesor de desen maghiar, devenit celebru prin crearea Cubului lui Rubik în anul 1974. A creat Șarpele Rubik (Rubik's Snake) în 1981.

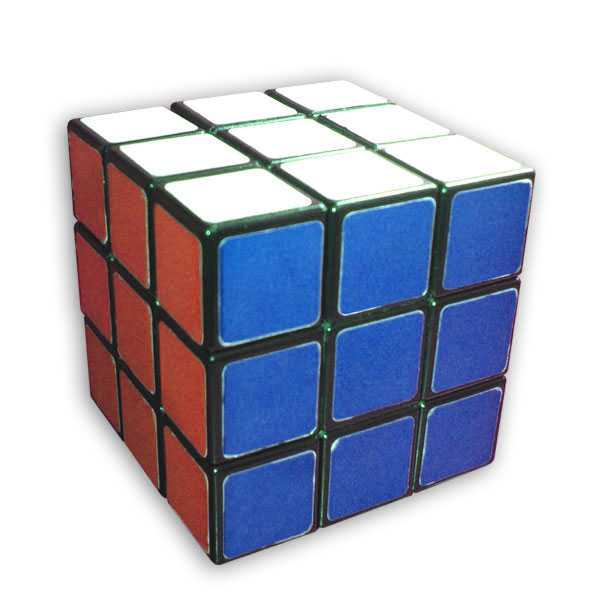
Cubul lui Rubik

Prin exportul jucăriei inventate, ajunge primul milionar din blocul comunist.
Activitatea recentă constă în promovarea științei în educație. 